# Plants
Plants är färdigt myntämne före prägling.
En typ av felprägligar, plantsfel, uppkommer före präglingen och kan bero på fel på myntämnet eller plantsen. Det kan vara svårt att se ifall det är plantsfel eller senare uppkomna skador på ett mynt. Om det är riktigt plantsfel och inte någon senare uppkommen skada på myntet så kan det höja värdet på myntet.